# Pozzoleone
Pozzoleone ist eine nordostitalienische Gemeinde (comune) mit 2743 Einwohnern (Stand 31. Dezember 2023) in der Provinz Vicenza in Venetien. Die Gemeinde liegt etwa 15,5 Kilometer nordöstlich von Vicenza und grenzt unmittelbar an die Provinz Padua. Die Brenta bildet die östliche Gemeindegrenze.

## Geschichte
Bis 1867 hieß der Ort nur Pozzo aus dem lateinischen Putheum.

## Gemeindepartnerschaften
Pozzoleone unterhält Partnerschaften mit der irischen Kleinstadt Ennistymon im County Clare sowie mit der griechischen Ortschaft Schimatari in der Gemeinde Tanagra.

## Persönlichkeiten
- Gianni Sartori (* 1946 in Pozzoleone), Bahnradsportler, Weltrekordler und Weltmeister